# سلالة تشولوكيا

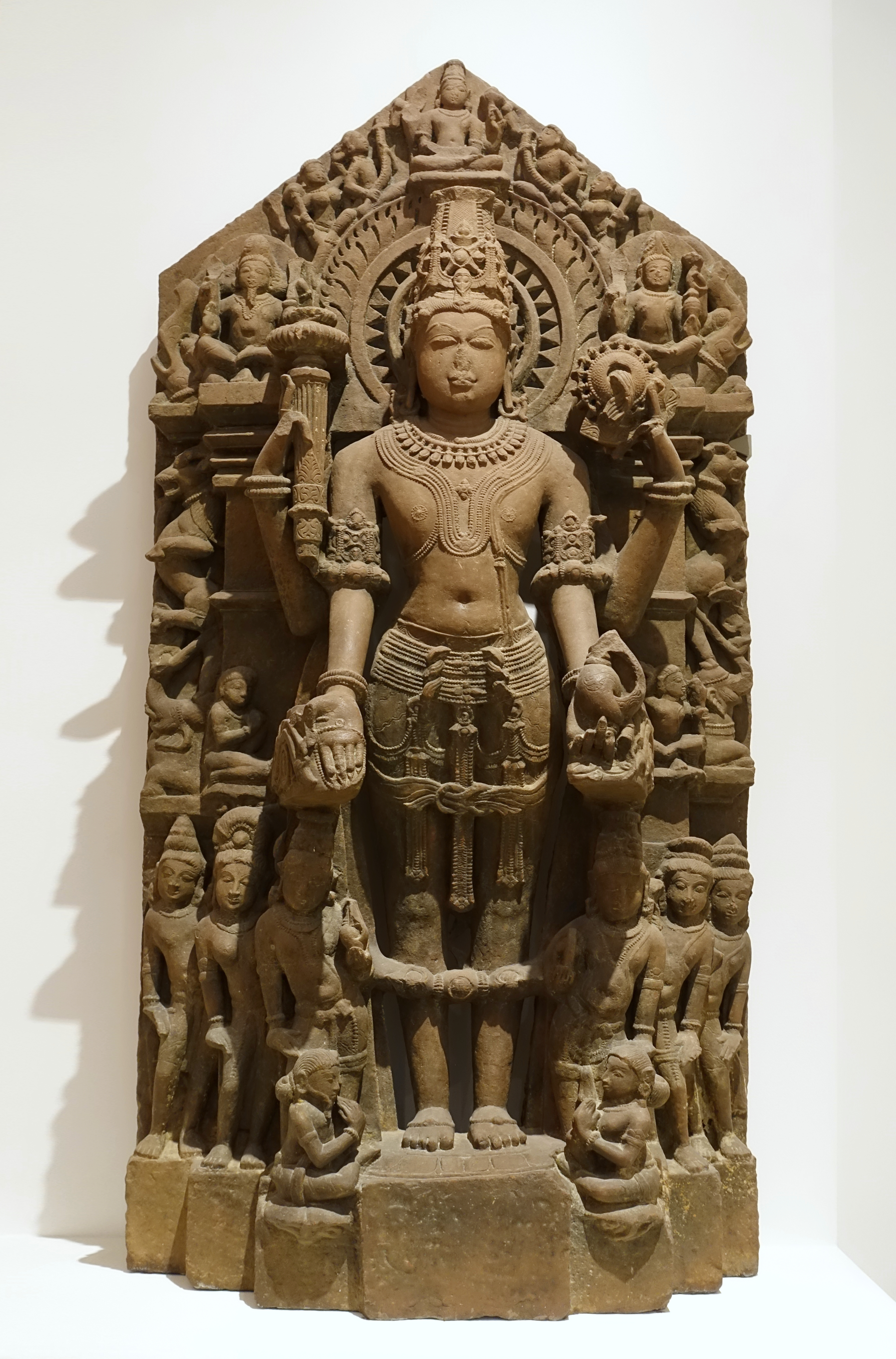
فيشنو في متحف دالاس للفنون، دالاس، تكساس، الولايات المتحدة الأمريكية.

كانت سلالة تشولوكيا سلالة حكمت أجزاء مما يُعرف الآن بولاية غوجارات وراجستان في شمال غرب الهند، بين عامي 940 و1244 ميلادي. كانت عاصمة السلالة تقع في آناهيلافادا (باتان حاليًا). امتد حكمهم في بعض الأحيان إلى منطقة مالوا في ماديا براديش الحالية. تُعرف العائلة أيضًا باسم سلالة سولانكي في الأدب العامي. كانوا ينتمون إلى عشيرة سولانكي من راجبوت.
حل مولاراجا، مؤسس السلالة، محل آخر حاكم لسلالة تشافدا نحو عام 940 ميلادي. خاض خلفاؤه عدة معارك مع الحكام المجاورين مثل تشاوداساماس وباراماراس وتشاهاماناس من شاكمبهاري. في عهد بهيما الأول، غزا الحاكم الغزنوي محمود المملكة وداهم معبد سومناث خلال الفترة من 1024 إلى 1025 ميلادي. تعافت سلالة تشولوكيا سريعًا، ووصلت المملكة إلى ذروتها تحت حكم جاياسيمها سيدهاراجا وكومارابالا في القرن الثاني عشر. كان العديد من السلالات الصغيرة، مثل تشاهاماناس من جالور وتشاهاماناس من ندولا، تعتبر تابعة لتشولوكيا خلال هذه الفترة. بعد وفاة كومارابالا، ضعفت المملكة تدريجيًا بسبب التمردات الداخلية، وانتفاضات الإقطاعيين، وغزوات باراماراس والغوريين ويادافاس وغيرهم. بالاستفادة من هذا، استولى الفاغيلاس، الذين خدموا في وقت سابق كجنرالات تشولوكيا، على السلطة وأسسوا سلالة جديدة في أربعينيات القرن الرابع عشر.
ادعى العديد من حكام الولايات الأميرية من عشيرة سولانكي أنهم ينحدرون من سلالة تشولوكيا.

## اسمها
استخدمت السلالة التسمية الذاتية تشولوكيا في جميع سجلاتها باستثناء أربع سجلات. الاستثناءات الأربعة هي:
- تشولوكيكا في هبة قاضي لمولاراجا.
- ساولوكيكا في هبة لشامونداراجا.
- تشاولاكيا في نقش سامبهار لجايسمها.
- تشولاكيا في نقش جالور في كومارابالا.

استخدم هيماشاندرا، وهو باحث ياني في بلاط تشولوكيا، المصطلحين تشاولوكيا وتشولوكيا بشكل عام. يذكر كتابه المتغيرات تشولاكيا وتشاولوكا وتشولوكّا؛ يذكر كتابه الثاني نوعًا آخر هو تشولوغا. يصف شاعر بلاط تشولوكيا سوميشفارا الأسرة الحاكمة بأنها «تشولوكيا» (في كيرتي كاومودي) وتشولوكيا (في نقش أبو فاستوبالا وتيجابالا).
سولانكي وسولانخي هما شكلان عاميان للمصطلح.

## أصولها
يُعتقد أن كلمة تشاولوكيا شكل مختلف من كلمة تشولوكيا. كان العديد من السلالات الأخرى معروفًا باسم شالوكيا، بما في ذلك شاولوكيا من فاتابي ونافاساريكا وفيمولافادا وكالياني وفينغي ولاتا. يُعتقد أحيانًا أن هذه السلالات هي فروع من نفس العائلة، لكن العلاقة بينها جميعًا غير مؤكدة. على عكس التشولوكيا من كالياني وفينغي، فإن التشاولوكيا في ولاية غوجارات لم يزعموا أبدًا عن النسب المشترك أو أي ارتباط آخر مع أقدم سلالة تشاولوكيا من فاتابي. علاوة على ذلك، لم يستخدموا مصطلح شالوكيا لوصف أنفسهم.
ومع ذلك، فإن التشاولوكيا في ولاية غوجارات شاركوا في أسطورة الأصل مع التشاولوكيا من كالياني وفينغي. وفقًا لهذه الأسطورة، أنشِئ سلف السلالة بواسطة براهما. نسخة الأسطورة المذكورة في نقش فادانغار باراشاستي في كومارابالا هي كما يلي: طلبت الآلهة ذات مرة من الإله الخالق براهما أن يحميهم من الدانفاس (الشياطين). ثم ابتكر براهما بطلًا من تشولوكا (وعاء أو نخلة مطوية باللغة السنسكريتية)، والتي كانت مليئة بمياه الغانج. سمي هذا البطل تشولوكيا، وأصبح سلف السلالة. ذكر أبهايلاتيك جاني اختلافًا في هذه الأسطورة في تعليقه على كتاب هيماشاندرا. وفقًا لهذا الإصدار، أنتِج براهما البطل لدعم الأرض، بعد أن خيبته إبداعاته الأخرى. هذه القصص ليس لها قيمة تاريخية، إذ كان من المعتاد أن تدّعي البيوت الملكية المعاصرة الأصول الأسطورية والبطولية. يقدم كومارابالا-بوبالا-شاريتا من جاياسيمها سوري تشولوكيا على أنه محارب تاريخي، كانت عاصمته مادوبادما. كان مولاراجا من نسله، وهناك ما يقرب من مئة جيل يفصل بين الاثنين. قد يكون هذا الحساب تاريخيًا جزئيًا: حُدد مادوباما بشكل مختلف كموقع خارج ولاية غوجارات، بما في ذلك ماثورا الحالية.
وضع إس. فيدا نظرية مفادها أن التشاولوكا كانوا مختلفين عن الشولوكا. عارض أوجها هذه النظرية، مشيرًا إلى أن نقشًا لحاكم لاتا تشاولوكا كيتاراجا يصف عائلته بالتشاولوكا، بينما يصف نقش لحفيده تريلوشانابالا الأسرة بالتشاولوكا. وفقًا لأسوك ماجومدار، بينما تشير هذه الأسماء المتشابهة إلى أصل مشترك لجميع هذه السلالات، لا يوجد دليل ملموس لاستخلاص أي استنتاج نهائي. افترض ماجومدار أن التشولوكيا كانوا مرتبطين بسوليكا أو تشوليكا، وهي قبيلة مذكورة في العديد من السجلات القديمة. توصف هذه القبيلة بأنها تعيش على الحدود الشمالية للهند القديمة. ومع ذلك، اعترف ماجومدار بعدم وجود أدلة كافية لاعتبار هذه النظرية حاسمة.
وفقًا لأسطورة أجنيكولا المذكورة في إعادة قراءة من القرن السادس عشر للقصيدة الملحمية الأسطورية بريثفيراج راسو، ولدت أربع عشائر راجبوت بما في ذلك تشولوكيا من حفرة نار على جبل أبو. فسر قسم من مؤرخي الحقبة الاستعمارية هذه الرواية الأسطورية بالإشارة إلى أن هذه العشائر كانت من الأجانب الذين أتوا إلى الهند بعد انهيار إمبراطورية غوبتا في القرن الخامس الميلادي، وقُبلوا في نظام الطبقات الهندوسية بعد أداء طقوس النار.
أطلق على حكام تشولوكيا اسم غواجاراجا وغواجاريسيفارا (حاكم غورجارا). بناءً على هذه الأسطورة، افترض دي. آر. بهانداركار وآخرون أن التشولوكيا كانوا فرعًا من غورجارا، الذين اعتقدوا أنهم قبيلة من أصل أجنبي. يعتقد بهانداركار وأوغستوس هورلني أيضًا أن اسم منطقة لاتا قد تغير إلى غوارجاراترا (لاحقًا غوجارات) خلال عهد التشولوكيا، ربما لأنهم كانوا غوارجارا.
ومع ذلك، فإن نظرية الأصل الأجنبي هذه تضعف بسبب عدد من العوامل. لم ينسب التشاولوكيا أصل أغنيكولا لأنفسهم: لقد كان حكام بارامارا المجاورين هم الذين استخدموا الأسطورة لشرح أصلهم. تثبت النقوش من عهد بهيما الثاني أن التشاولوكيا كانوا على علم بأسطورة أغنيكولا، لكنهم ربطوها بباراماراس، وليس بأنفسهم. لم تذكر النسخ الأولى من بريثفيراج راسو هذه الأسطورة أيضًا. ذُكرت الأسطورة التي تضم التشولوكيا بين العشائر المولودة في النار لأول مرة من قبل شعراء القرن السادس عشر، الذين ربما وسعوا أسطورة بارامارا لتشمل سلالات أخرى، من أجل تعزيز وحدة راجبوت ضد المغول. علاوة على ذلك، لا يوجد دليل على أن منطقة إقليم تشولوكيا أصبحت تُعرف باسم غورجراترا في عهد تشولوكيا. كانت غورجارا ولاتا منطقتين تاريخيتين متميزتين في الأجزاء الشمالية والجنوبية من ولاية غوجارات الحالية على التوالي، ولم يُستخدم مصطلح لاتا أبدًا لوصف ولاية غوجارات بأكملها. أطلق على ملوك تشولوكيا اسم غورارجارجا وغورجارسيفارا لأنهم حكموا المنطقة التي كانت تسمى بالفعل غورجارا في وقتهم. كان العديد من الملوك الآخرين الذين حملوا ألقاب مماثلة قد حكموا هذه المنطقة في وقت سابق: من بينهم باريثاراس وغورجارا من نانديبوري. يشير المؤرخ أسوك كومار ماجومدار إلى أنه حتى زعيم الغانج الجنوبي ماراسيمها الثاني حصل على لقب ملك غورجارا بعد هزيمة ملك شمالي نيابة عن راشتراكوتا.